# Kekko Kamen
Kekko Kamen (яп. けっこう仮面 кэкко: камэн, также Kekkou Kamen, Kekko Masked, букв. «Восхитительная маска») — манга японского автора Го Нагаи, публиковавшаяся в юношеском журнале Shonen Jump. По мотивам было снято несколько аниме-сериалов в формате OVA и кинофильмов. В манге рассказывается о приключениях школьницы Маюми Такахаси, которая учится в наполненной извращенными учителями «Спартанской академии» (яп. スパルタ学園 супарта гакуэн). Преподаватели постоянно унижают детей и подвергают пыткам. Единственным защитником школьников становится загадочная обнаженная супергероиня «Кэкко Камэн», носящая только красную маску с кроличьими ушками, перчатки, шарф и обувь. Отвлекая учителей обнаженными формами, она сражается с ними врукопашную или с помощью нунчаков. Её самым грозным приёмом является Лобковый прыжок (яп. おっぴろげジャンプ Оппирогэ дзямпу): раздвигая ноги в прыжке, Кэкко Камэн парализует противника, а затем падает на него, после чего враг теряет сознание от экстаза. Настоящее имя героини не раскрывается.

## Манга
Kekko Kamen по главам входила в ежемесячном журнале Shonen Jump издательства Shueisha с сентября 1974 года по февраль 1978 года. Манга несколько раз переиздавалась, в том числе другими компаниями. Ebookjapan также выпустила серию в формате электронной книги.
- Shueisha (Jump Comics, 1976—1978)

| Том | Дата выпуска    | ISBN                |
| 1   | апрель 30, 1976 | ISBN 978-4088526515 |
| 2   | январь 31, 1977 | ISBN 978-4088526522 |
| 3   | июль 31, 1977   | ISBN 978-4088526539 |
| 4   | январь 31, 1978 | ISBN 978-4088526546 |
| 5   | июль 31, 1978   | ISBN 978-4088526553 |

- Shueisha (Jump Comics Deluxe, 1990)

| Том | Дата выпуска     | ISBN                |
| 1   | август 15, 1990  | ISBN 978-4088583358 |
| 2   | октябрь 15, 1990 | ISBN 978-4088583365 |
| 3   | декабрь 9, 1990  | ISBN 978-4088583372 |

- Kadokawa Shoten (Kadokawa Bunko, 1996)

| Том | Дата выпуска    | ISBN                |
| 1   | апрель 25, 1996 | ISBN 978-4041978016 |
| 2   | апрель 25, 1996 | ISBN 978-4041978023 |
| 3   | апрель 25, 1996 | ISBN 978-4041978030 |

- Kodansha (Kodansha Comics Deluxe, 2003)

| Том | Дата выпуска | ISBN                |
| 1   | июль 4, 2003 | ISBN 978-4063347449 |

- LEED (SP Comics, 2004)

| Том | Дата выпуска     | ISBN                |
| 1   | апрель 27, 2004  | ISBN 978-4845828067 |
| 2   | октябрь 21, 2004 | ISBN 978-4845828173 |